# Disastro di Visakhapatnam
Il disastro di Visakhapatnam avvenne il 7 maggio 2020 poco fuori dalla città indiana di Visakhapatnam a causa della fuoriuscita del 60% dello stirene contenuto nell'impianto chimico.
La fuoriuscita di gas avvenne intorno alle 3:00 e in poco tempo la nube si diffuse fino a un raggio di 2 km, colpendo più di 1.000 persone direttamente e più di 10.000 indirettamente causando 13 morti, 1.000 persone colpite dal gas, di cui 350 sono state ricoverate in ospedale. Il governo indiano ha deciso, per ragioni di sicurezza, di far evacuare tutta la popolazione presente fino a un raggio di 3 chilometri circa dal luogo della fuoriuscita.
Non si conosce in modo certo la causa dell'incidente ma viene ipotizzato che sia colpa della bassa manutenzione applicata all'impianto durante il lockdown per il COVID-19.

## Storia
Intorno alle 3:00 di mattina (orario locale) del 7 maggio da uno dei serbatoi dell'impianto chimico di Visakhapatnam, detenuto dalla LG Polymers (India) Private Limited, iniziò a fuoriuscire dello stirene, la nube si diffuse in poco tempo per un raggio di circa 2 chilometri.
Nelle prime prime ore del mattino la nube aveva ucciso già 11 persone ed era entrata in contatto con quasi 1.000 persone.
Il 9 maggio il governo indiano ha ordinato l'evacuazione di tutte le persone presenti nel raggio di 3 chilometri, in questo modo più di 2.000 persone sono state costrette a ripararsi in dei bunker che possono contenerne fino a 10.000 ognuno.
Il presidente dell'Andhra Pradesh ha comunicato che sarebbero stati dati in donazione 131.000 dollari per le famiglie che hanno perso un loro caro nell'incidente. LG Group ha promesso di voler pagare il possibile mentre il governo avrebbe coperto il resto.
Un funzionario della LG Chem Communications ha detto alla CNN che l'allarme dell'impianto si attiva solo se rileva una perdita di stirene grezzo in forma liquida e "qualcosa ha reagito", il che significa che qualcosa è "trapelato sotto forma di vapore".
Alla domanda sul perché si sia trasformato in vapore, ha aggiunto: "Questo è qualcosa che dobbiamo investigare".
13 persone sono morte a causa dell'incidente mentre i feriti sono più di 1.000.

## Cause del disastro
Non sono ancora certe le cause del disastro ma si ipotizza che la bassa manutenzione apportata all'impianto, soprattutto nel periodo del lockdown, sia la causa principale della fuoriuscita dello stirene.